# Lomaspilis nigrita
Lomaspilis nigrita là một loài bướm đêm trong họ Geometridae.